# Schistocichla humaythae
Schistocichla humaythae е вид птица от семейство Thamnophilidae.

## Разпространение
Видът е разпространен в Боливия и Бразилия.